# Cattedrale della Trasfigurazione del Signore (Cluj-Napoca)
La cattedrale della Trasfigurazione del Signore (in rumeno: catedrala Schimbarea la Față) è la chiesa cattedrale dell'eparchia di Cluj-Gherla. Si trova nella città di Cluj-Napoca, in Romania.

## Storia
La chiesa è stata costruita in stile barocco negli anni 1775-1779 dall'ordine dei Frati Minori Conventuali grazie ad una donazione dell'imperatrice Maria Teresa. A causa di un errore di costruzione della torre, la chiesa crollò il 22 settembre 1779. Torre e facciata sono state nuovamente erette tre anni dopo, sotto la direzione dell'architetto Johann Eberhard Blaumann.
Papa Pio XI ha trasferito nel 1924 la chiesa alla comunità greco-cattolica, perché diventasse la cattedrale dell'eparchia di Cluj-Gherla, dopo il trasferimento della sede della diocesi da Gherla a Cluj. L'adeguamento degli spazi interni ai requisiti propri del rito bizantino è stato fatto dal vescovo Iuliu Hossu, con l'aggiunta dell'iconostasi. L'erezione a cattedrale ha così avuto luogo nel 1930.
Nel 1948, con la messa al bando della chiesa greco-cattolica rumena, l'edificio è stato trasferito dalle autorità comuniste della chiesa ortodossa rumena. Dopo la rivoluzione del 1989, la comunità greco-cattolica ha chiesto la restituzione dei suoi beni, tra cui l'edificio, senza successo. Il rifiuto da parte delle autorità della chiesa ortodossa ha postato ad un processo durato otto anni, conclusosi con la restituzione della chiesa ai greco-cattolici.